# 琴瓦塔納鎮區 (明尼蘇達州派恩縣)
琴瓦塔納鎮區（英語：Chengwatana Township）是位於美國明尼蘇達州派恩縣的一個行政鎮區，於1874年設立。

## 地方資料
琴瓦塔納鎮區的面積為112.34平方千米，當中陸地面積為118.99平方千米，而水域面積為3.44平方千米。根據2020年美國人口普查的數據，當地共有人口917人，而人口密度為每平方千米8.16人。